# El Velatorio
«El velatorio» es un cortometraje español de humor negro de 2001 escrito y dirigido por Javier Domingo Sánchez. Con una duración de 14 minutos y rodado en 35 mm, sigue al fantasma de José Mari mientras observa su propio velatorio y revela secretos y resentimientos entre los asistentes.

## Sinopsis
Durante la noche de vela, el espectro de José Mari (Fernando Aguilar) se pasea por la sala presentando al espectador a familiares, amigos y vecinos. El ritual fúnebre acaba tornándose en un desfile de hipocresías y enredos que culmina con un giro inesperado.

## Reparto
- Fernando Aguilar – José Mari (fantasma).[3]
- Violeta Llueca – Ángeles, vecina del barrio.[3]
- María Fons – Luz, hija del difunto.[3]

## Producción
El corto se rodó en 35 mm durante la primavera de 2001 en Barcelona, producido por Escándalo Films con un presupuesto aproximado de 42 000 €. El ICAA lo calificó «Apta para todos los públicos» el 15 de junio de 2001 (expediente 3401).
El elenco incluyó a la entonces debutante Violeta Llueca Fonollosa, considerada por la prensa especializada «musa» de la primera hornada de cineastas catalanes formados en la ESCAC.

## Estreno y festivales
- Festival de Cine de La Almunia (FESCILA 2001) – estreno y Premio del Público.[6]
- XII Semana Internacional de Cine Fantástico de Málaga (2002) – Selección oficial; premio a Mejor Cortometraje Español.[7]

## Palmarés
| Año  | Festival / Premio                   | Categoría                  | Resultado |
| ---- | ----------------------------------- | -------------------------- | --------- |
| 2001 | Festival de Cine de La Almunia      | Premio del Público         | Ganador   |
| 2002 | Semana de Cine Fantástico de Málaga | Mejor cortometraje español | Ganador   |

## Disponibilidad
Desde 2016 el director mantiene una copia completa en YouTube con subtítulos en inglés.